# Луїс Гендлі
Луїс Гендлі (англ. Louis Handley, 14 лютого 1874 — 28 грудня 1956) — американський плавець.
Олімпійський чемпіон 1904 року.